# Kostel svatého Jakuba apoštola (Mrzlice)
Římskokatolický farní kostel svatého Jakuba apoštola v Mrzlicích je neorientovaná sakrální stavba, která stojí v dominantní poloze nad hrobčickou kotlinou v západní části Českého středohoří. Kolem kostela je hřbitov. Od 14. dubna 2010 je kostel chráněn jako kulturní památka České republiky.

## Historie

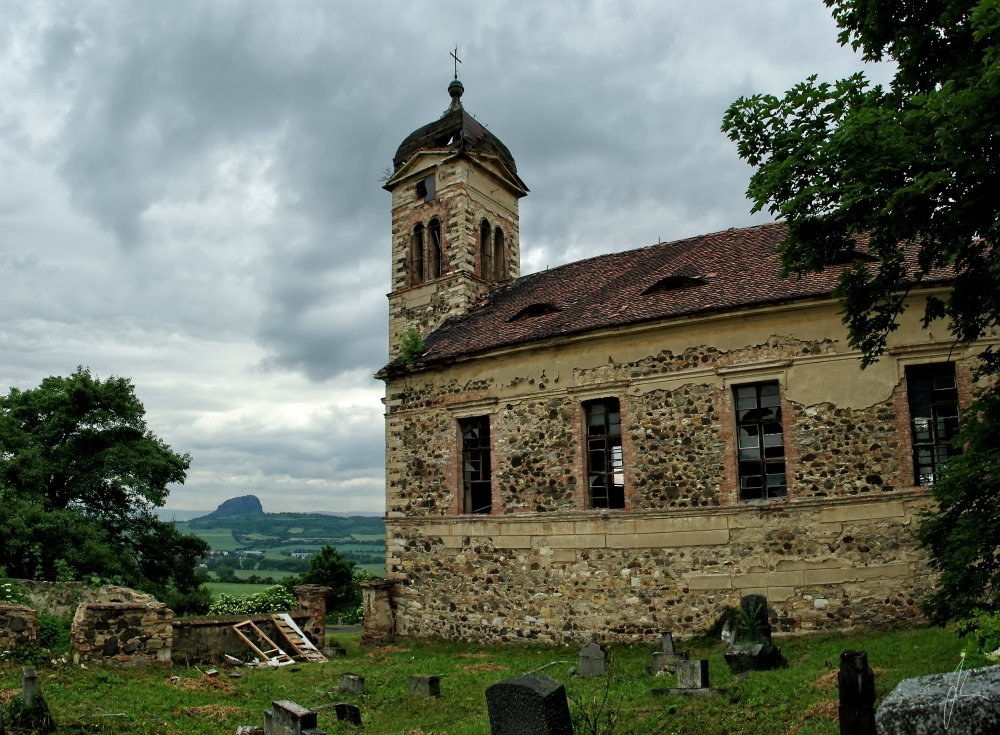
Kostel v Mrzlicích z boku (duben 2013)

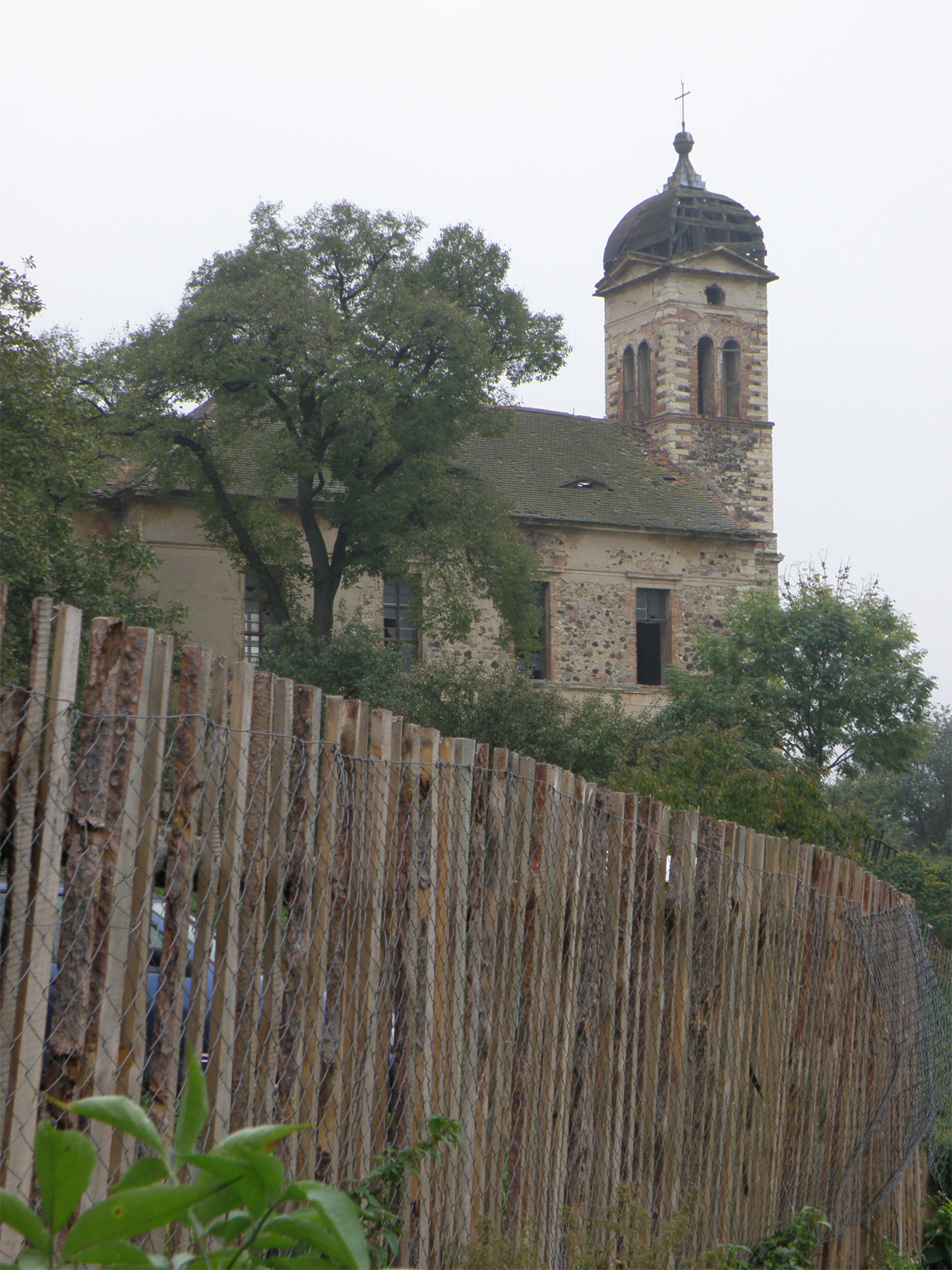
Kostel v Mrzlicích z cesty (září 2012)

Kostel byl postaven v roce 1676 a přestavěn v roce 1838. U kostela se nacházejí náhrobníky ze 16. století. Ve druhé dekádě 21. století je kostel v rekonstrukci. V letech 2013-2014 proběhla rekonstrukce střechy, byla místy přezděna korunní římsa přístavku a v lodi i presbytáři byla instalována nová okna, havarijní stav stav dalších částí však přetrvával. Opravu kostela organizuje Občanské sdružení za záchranu kostela sv. Jakuba v Mrzlicích spolu s vedením obce Hrobčice.
Duchovní správci kostela jsou uvedeni na stránce: Římskokatolická farnost Hřivice.

## Architektura
Kostel je jednolodní, obdélný. Má hranolovou věž, která je vysunutá z průčelí. Apsida kostela stojí na půdorysu protaženého půlkruhu. Po straně se nachází obdélná sakristie. Okna lodi i presbytáře obdélná, ve štukových rámech. Stavba většinou z lomového kamene, cihelná ostění oken a vrchol věže snad z doby poslední přestavby v 19. století. Nároží věže i lodi bosovaná, zbytky omítky prozrazují bosáž pásu pod okny. Ve zdi hřbitova osazen poničený renesanční náhrobník.
V lodi i v presbytáři je plochý strop s fabionem. Kruchta spočívá na dvou pilířích a je podklenuta třemi lehce valenými klenbami. Sakristie má plochý strop.

## Zařízení
Hlavní oltář je z období kolem poloviny 18. století s obrazem světce z 19. století. Dva protějškové boční oltáře zasvěcené Panně Marii a sv. Janu Nepomuckému pochází z období kolem poloviny 18. století. Do lodi na stěnu patří konzola se sochou řádového světce z první čtvrtiny 18. století. Vzhledem k tomu, že před opravou byl do kostela volný přístup, došlo k jeho vyplenění. Před zbytky hlavního oltáře se nachází velký renesanční náhrobník, který byl násilně vytržen ze svého lůžka zřejmě neautorizovanými hledači pokladů.

## Okolí kostela
V nedaleké výklenkové kapli z 1. poloviny 18. století se nachází socha sv. Jakuba Většího.